# Errett Bishop
Errett Albert Bishop (* 24. Juli 1928 in Newton, Kansas; † 14. April 1983 in San Diego, Kalifornien) war ein US-amerikanischer Mathematiker, der für die Entwicklung einer Konstruktiven Analysis bekannt ist.

## Leben
Sein Vater Albert T. Bishop war Mathematikprofessor, zuletzt an der Wichita State University, und starb schon früh 1933. Bishop studierte (ebenso wie seine ebenfalls mathematisch frühbegabte Schwester Mary Catherine Bishop Weiss) die Bücher seines Vaters und begann 1944 ein Mathematikstudium an der University of Chicago mit dem Bachelor- und Master-Abschluss 1947. Er begann ein Promotionsstudium bei Paul Halmos, unterbrochen von 1950 bis 1952 vom Wehrdienst, den er überwiegend am National Bureau of Standards mit mathematischer Forschung ableistete. 1954 wurde er bei Halmos mit der Arbeit Spectral Theory of Operations on Banach Spaces promoviert. Danach wurde er Instructor an der University of California, Berkeley, wo er bis zu einer vollen Professur aufstieg. 1958 wurde er Sloan Research Fellow.  1964/65 war er am Miller Institute of Basic Research in Berkeley. 1965 wurde er Professor an der University of California, San Diego, wo er den Rest seiner Karriere blieb. 1982 erkrankte er an Krebs und starb im folgenden Jahr.
Er befasste sich mit Approximation durch Polynome und rationale Funktionen, Algebren von Funktionen (Satz von Bishop), Theorie der Banachräume und Operatortheorie (Satz von Bishop-Phelps (Konvexität in Banachräumen), Bishop-Rand), Choquet-Theorie (Satz von Bishop-de Leeuw) sowie mit Funktionentheorie in mehreren komplexen Variablen. Darüber hinaus arbeitete er auf dem Gebiet der konstruktiven Mathematik und des Intuitionismus, womit er sich seit seinem Sabbatjahr am Miller Institute 1964 beschäftigte. Er legte seinen Aufbau der Analysis mit intuitionistischen Methoden (die nicht in allen Punkten L. E. J. Brouwer folgten) in einem Buch 1967 dar. Kurz vor seinem Tod arbeitete er an einer überarbeiteten Version, die von Douglas Bridges vollendet und 1985 veröffentlicht wurde. Er dehnte seinen konstruktivistischen Aufbau der Mathematik auch zum Beispiel auf die Maßtheorie aus.
1966 war er Invited Speaker auf dem Internationalen Mathematikerkongress in Moskau (The constructivization of abstract mathematical analysis). 1971 wurde er in die American Academy of Arts and Sciences gewählt.

## Schriften
- Selected Papers, World Scientific 1986
- Foundations of constructive analysis, Academic Press 1967
- mit Douglas Bridges Constructive Analysis, Springer Verlag, Grundlehren der mathematischen Wissenschaften, 1985
- mit Henry Cheng Constructive Measure Theory, American Mathematical Society 1972